# Сен-Вит (Шер)
Сен-Вит (фр. Saint-Vitte) — коммуна во Франции, находится в регионе Центр. Департамент — Шер. Входит в состав кантона Сользе-ле-Потье. Округ коммуны — Сент-Аман-Монтрон.
Код INSEE коммуны — 18238.

## География
Коммуна расположена приблизительно в 260 км к югу от Парижа, в 160 км южнее Орлеана, в 65 км к югу от Буржа.
По территории коммуны протекает небольшая река Кэнь, а вдоль северной границы коммуны — небольшая река Бёф.

## Население
Население коммуны на 2008 год составляло 138 человек.
| 1962 | 1968 | 1975 | 1982 | 1990 | 1999 | 2008 |
| ---- | ---- | ---- | ---- | ---- | ---- | ---- |
| 216  | 244  | 202  | 176  | 138  | 136  | 138  |

## Экономика
Основу экономики составляет сельское хозяйство.
В 2007 году среди 85 человек в трудоспособном возрасте (15-64 лет) 55 были экономически активными, 30 — неактивными (показатель активности — 64,7 %, в 1999 году было 62,8 %). Из 55 активных работали 46 человек (31 мужчина и 15 женщин), безработных было 9 (6 мужчин и 3 женщины). Среди 30 неактивных 8 человек были учениками или студентами, 11 — пенсионерами, 11 были неактивными по другим причинам.